# Hakapik

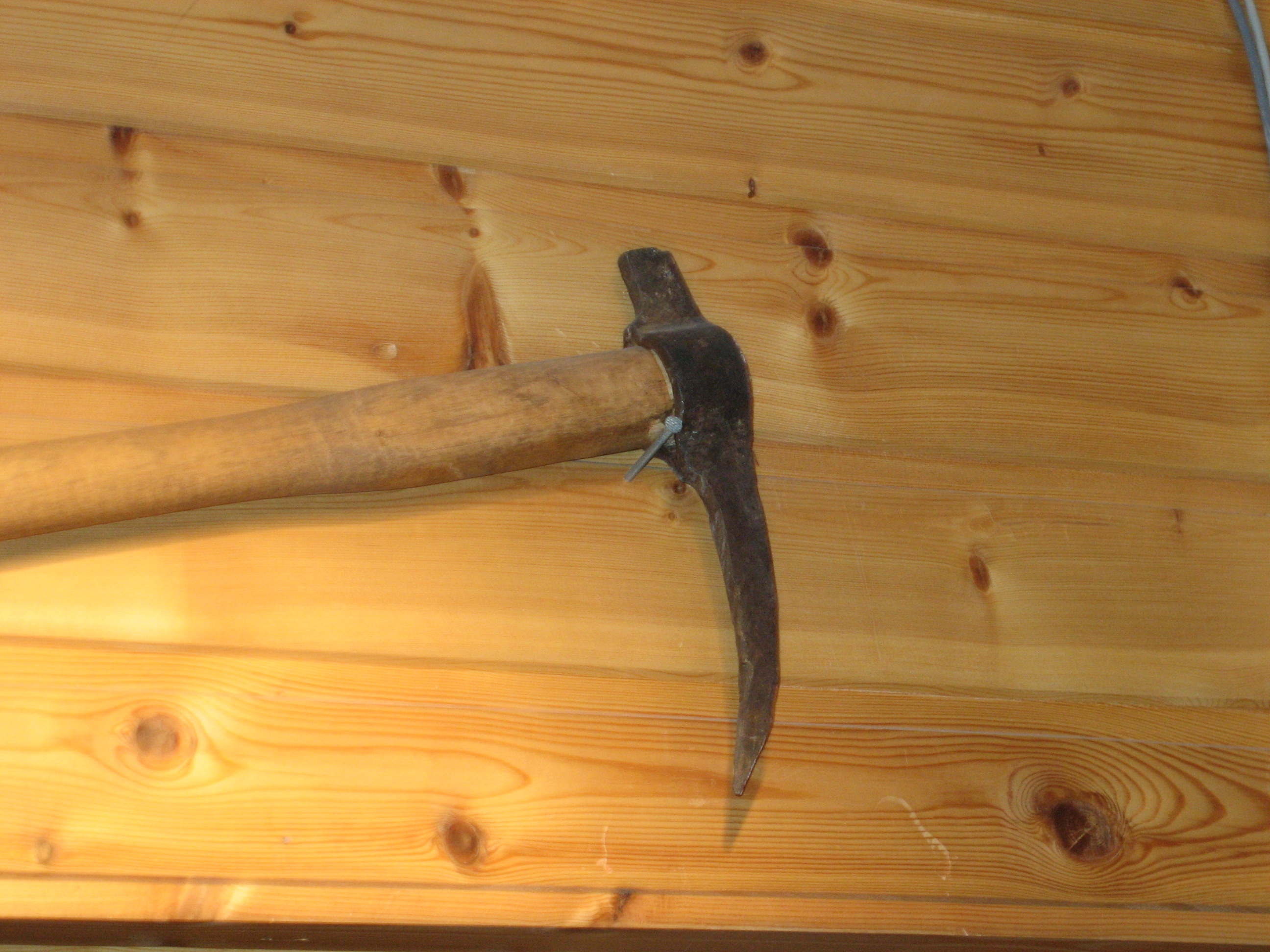
Hakapik esposto in un'armeria di Tromsø, in Norvegia. In evidenza la testa con il caratteristico uncino.

L'hakapik è un bastone di invenzione norvegese usato nella caccia alla foca. In particolare, l'hakapik è uno strumento da caccia che consiste in un pesante bastone di legno con l'aggiunta di una testa, detta anche ferro, avente da una parte una testa di martello (usata per rompere il cranio della foca) e dall'altra un uncino (usato per trascinare via il cadavere).
Secondo gli standard, gli hakapik regolamentari canadesi sono composti da una testa metallica del peso di almeno 340 g avente da un lato uno spuntone leggermente piegato di non più di 14 cm di lunghezza e dall'altro una testa di martello di non più di 1,3 cm di lunghezza, unita ad un bastone con una lunghezza che va da 105 a 153 cm e con un diametro massimo di 5,1 cm.

I regolamenti norvegesi prevedono invece che gli hakapik abbiano una testa metallica del peso di almeno 400 grammi e dotata, da un lato, di una punta leggermente piegata lunga dai 12 ai 18 cm, e dall'altro di una testa di martello non più lunga di 4 cm. Il manico dell'hakapik deve invece avere una lunghezza compresa tra i 110 e 150 cm e un diametro compreso tra i 3 e i 5 cm.
L'hakapik trova ampio uso nella caccia alla foca poiché consente ai cacciatori di uccidere l'animale, e in particolare i suoi cuccioli, senza danneggiarne la pelliccia. Inoltre, studi effettuati da scienziati veterinari statunitensi durante battute di caccia alla foca condotte nelle isole Pribilof, in Alaska, sembrano suggerire che, se usato correttamente, l'hakapik, grazie alla sua forma, sia lo strumento più adatto per uccidere più velocemente e meno dolorosamente possibile l'animale. Un articolo del settembre 2002 di alcuni membri dell'Associazione Medici Veterinari Canadese sembra confermare questa ipotesi.